# موتزتاون (ویرجینیای غربی)
موتزتاون (به انگلیسی: Moatstown) یک منطقهٔ مسکونی در ایالات متحده آمریکا است که در شهرستان پندلتن، ویرجینیای غربی واقع شده‌است.